# Курилівка (селище)
Кури́лівка — селище в Україні, у Петриківській селищній громаді Дніпровського району Дніпропетровської області. Населення за переписом 2001 року становило 2 551 особу. До адміністративної реформи — центр Курилівської селищної ради.

## Географічне розташування
Селище міського типу Курилівка знаходиться на лівому березі річки Дніпро біля греблі Кам'янського водосховища, вище за течією примикає мікрорайон Лівий Берег міста Кам'янське, нижче за течією на відстані 2 км розташоване смт Миколаївка, на протилежному березі — місто Кам'янське. Через селище проходять автомобільна дорога Т 0412 і залізниця, платформа 50 км.

## Історія
Засноване в середині XVIII століття, як сторожовий пост запорізьких козаків. За народним переказом, поселення розкинулось на високих піщаних горбах, що завжди куріли. Можливо, що ця назва походить від прізвища першопоселенця на прізвище Курило.
У XVII столітті село перебувало у складі Протовчанської паланки.
У Курилівці було одне із займищ (маєтків) кошового отамана Калнишевського.
За часів Російської імперії село входило до Лисаветівської першої волості Новомосковського повіту. У 1886 році в селі мешкало 857 особи у 134 подвір'ях, працювала льонопрядильна фабрика.
Через століття, у 1989 році населення Курилівки становило приблизно 2 700 осіб. У 1938 році — селу присвоєно статус селище міського типу.

## Авіакатастрофа 11 серпня 1979 року
11 серпня 1979 року в районі Курилівки впали частини літаків Ту-134 внаслідок сумновідомого зіткнення над Дніпродзержинськом 1979 року, коли загинула уся радянська узбецька футбольна команда «Пахтакор».
Напередодні 30-х роковин авіаційної катастрофи над Курилівкою на початку серпня 2009 року урочисто відкрили пам'ятник узбецькій команді, склад якої трагічно загинув у небі над селищем. Цей пам'ятник встановлено в само́му центрі Курилівки за великого сприяння вдови загиблого в катастрофі тренера «Пахтакора» Ідгая Тазетдінова Алли Тазетдінової, яка очолює раду ветеранів «Пахтакора», та голови Курилівської селищної ради Олени Саєнко, завдяки фінансовій підтримці спонсорів. Меморіал символізує обірване людське життя, футбол (гранітний м'яч лежить біля постаменту) і вічне життя — журавель, спрямований у небо. Викарбувано тут і прізвища всіх 17 загиблих членів команди: Ідгая Тазетдінова, Мансура Талібжанова, лікаря Володимира Чумакова, футболістів Равіля Агішева, Михайла Ана, Алима Аширова, Сірожитдіна Базарова, Костянтина Баканова, Юрія Загуменних, Шухрата Ішбутаєва, Олександра Корченова, Миколи Куликова, Володимира Макарова, Сергія Покатилова, Вадима Сабірова, Володимира Федорова, Віктора Чуркіна.

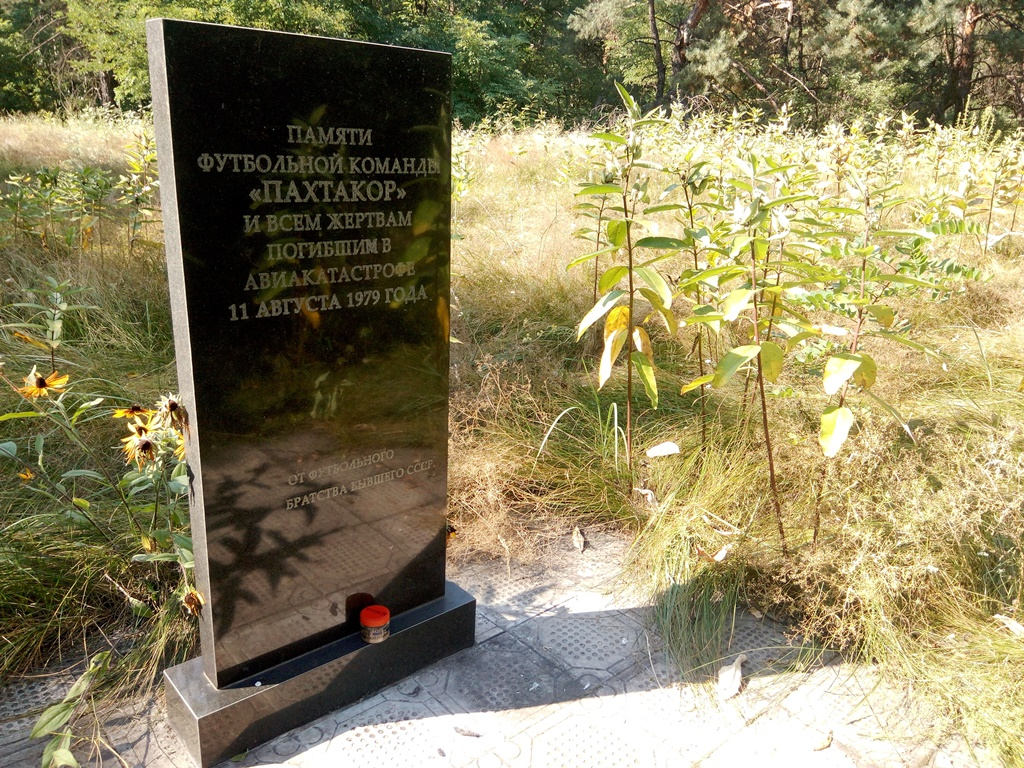
Місце падіння Ту-134-65735 в районі Курилівки
Пам'ятник загиблій в авіакатастрофі футбольній команді «Пахтакор»

## Населення

### Мова
Розподіл населення за рідною мовою за даними перепису 2001 року:
| Мова            | Кількість | Відсоток |
| --------------- | --------- | -------- |
| українська      | 2345      | 91.92%   |
| російська       | 187       | 7.33%    |
| вірменська      | 4         | 0.16%    |
| білоруська      | 2         | 0.08%    |
| німецька        | 2         | 0.08%    |
| болгарська      | 1         | 0.04%    |
| румунська       | 1         | 0.04%    |
| інші/не вказали | 9         | 0.35%    |
| Усього          | 2551      | 100%     |

## Об'єкти соціальної сфери
- Ліцей
- Дитячий садок
- Лікарня
- Будинок культури
- Історико-краєзнавчий музей
- Поштове відділення
- Храм Різдва Христового (2008)

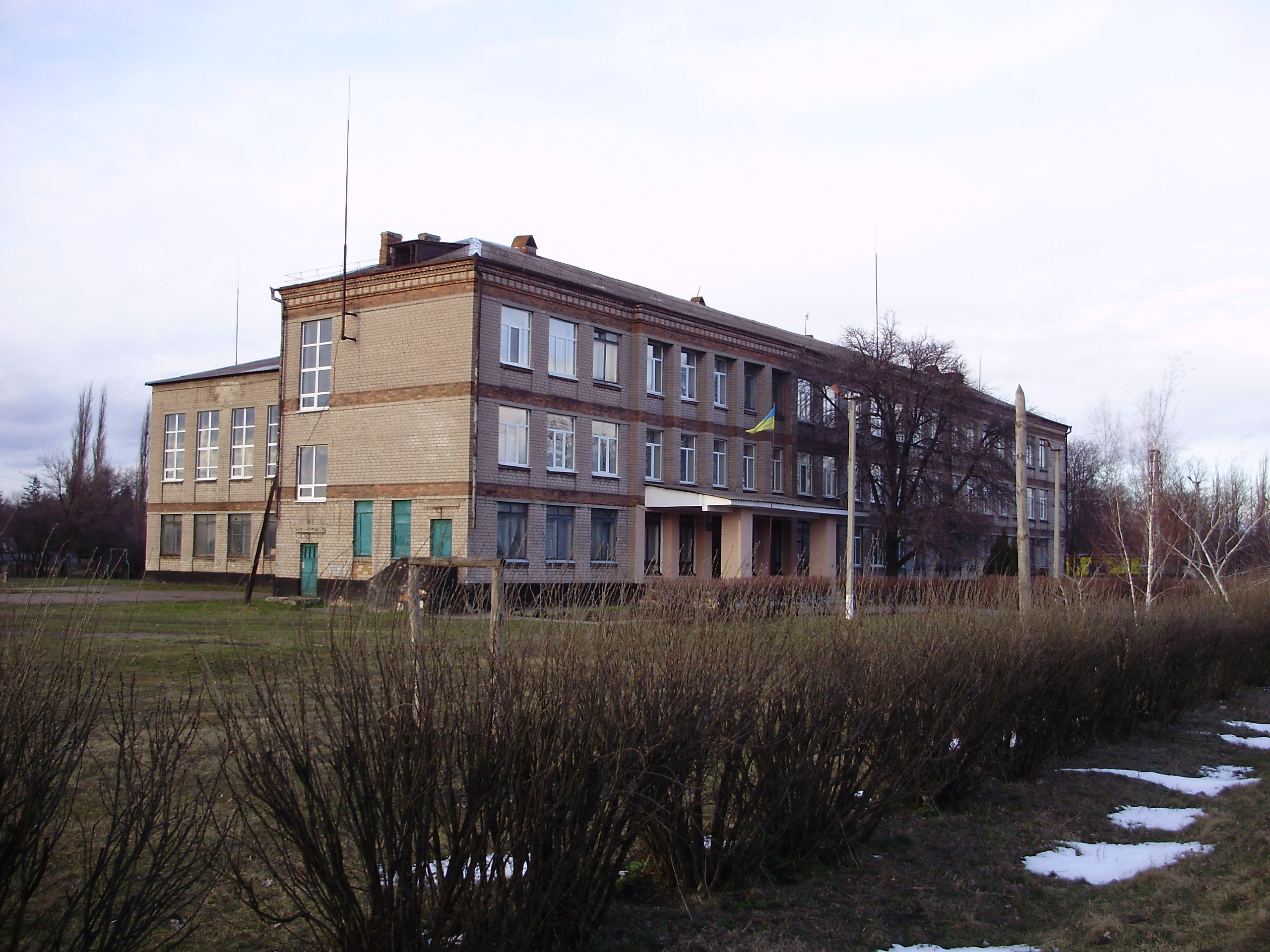
Курилівський ліцей
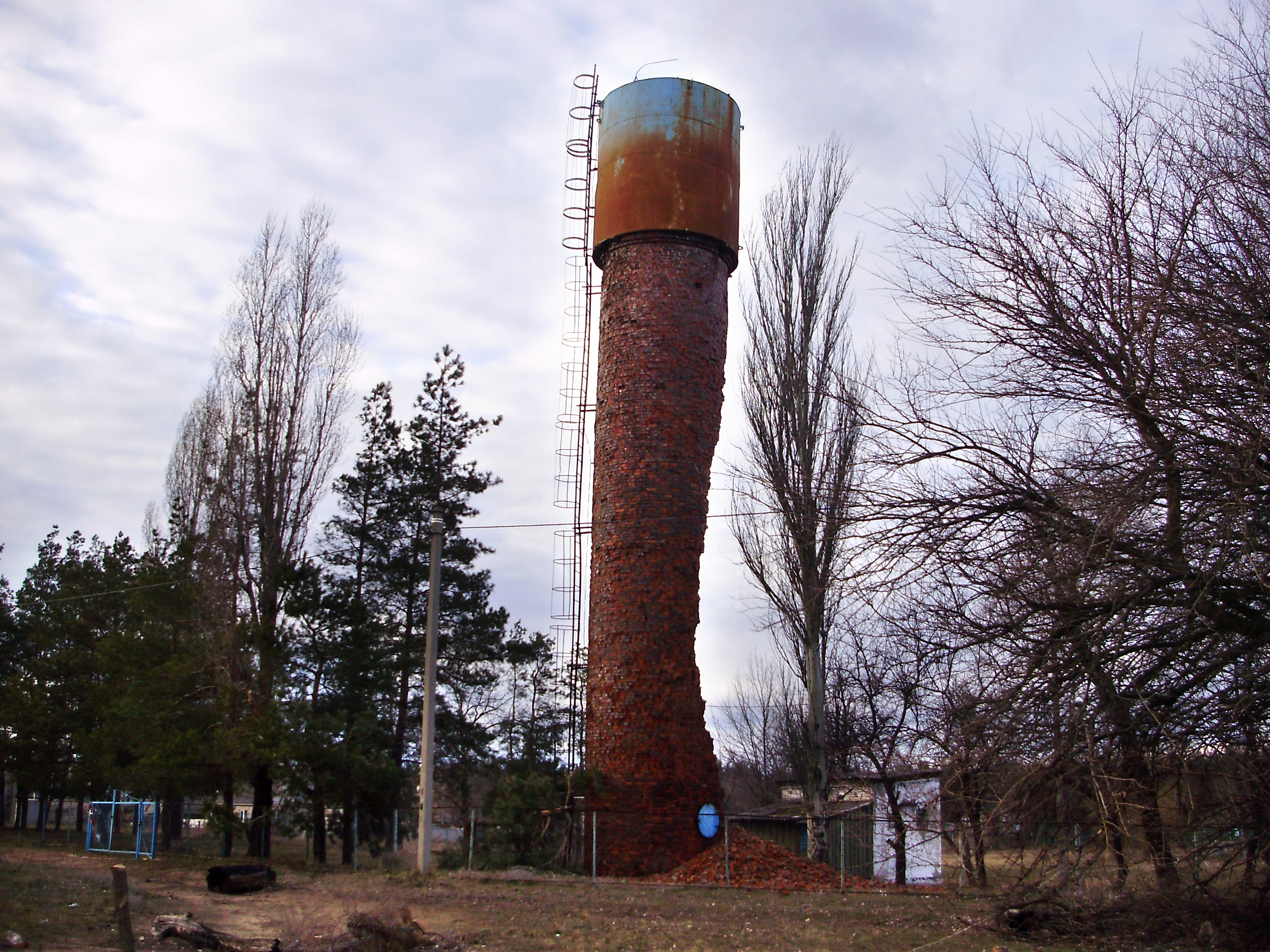
Водонапірна вежа

## Персоналії
- Буряк Іван Дем'янович — письменник — фантаст, громадський діяч;
- Дружина Михайло Опанасович — оперний співак, народний артист Білорусі.